# 千佛阁古建筑群
千佛阁古建筑群，位于山东省淄博市周村区周村古商业街北首，是中华人民共和国山东省文物保护单位之一。
2006年12月7日，授予山东省文物保护单位，是一座古建筑。